# Chironemus delfini
Chironemus delfini är en fiskart som först beskrevs av Porter, 1914.  Chironemus delfini ingår i släktet Chironemus och familjen Chironemidae. Inga underarter finns listade i Catalogue of Life.